# Freeport (Kalifornija)
Freeport je naseljeno područje za statističke svrhe u američkoj saveznoj državi Kalifornija. Prema popisu stanovništva iz 2010. u njemu je živjelo 38 stanovnika.